# (4114) Jasnorzewska
(4114) Jasnorzewska est un astéroïde de la ceinture principale.

## Description
(4114) Jasnorzewska est un astéroïde de la ceinture principale. Il fut découvert le 19 août 1982 à l'Observatoire Kleť par Zdeňka Vávrová. Il présente une orbite caractérisée par un demi-grand axe de 2,54 UA, une excentricité de 0,20 et une inclinaison de 7,3° par rapport à l'écliptique.

## Compléments